# Верхнеуральское городское поселение
Верхнеуральское городско́е поселе́ние — муниципальное образование в Верхнеуральском районе Челябинской области Российской Федерации.
Административный центр — город Верхнеуральск.

## История
Статус и границы городского поселения установлены Законом Челябинской области от 12 июля 2004 года № 247-ЗО «О статусе и границах Верхнеуральского муниципального района, городских и сельских поселений в его составе»

## Население
| 2002   | 2009    | 2010  | 2011  | 2012  | 2013  | 2014  |
| ------ | ------- | ----- | ----- | ----- | ----- | ----- |
| 10 054 | ↗10 267 | ↘9457 | ↘9454 | ↘9398 | ↗9408 | ↘9342 |
| 2015   | 2016    | 2017  | 2018  | 2019  | 2020  | 2021  |
| ↘9279  | ↗9321   | ↘9312 | ↗9340 | ↘9276 | ↗9282 | ↘8929 |
| 2023   |         |       |       |       |       |       |
| ↘8861  |         |       |       |       |       |       |

## Состав городского поселения
| № | Населённый пункт | Тип населённого пункта        | Население |
| - | ---------------- | ----------------------------- | --------- |
| 1 | Верхнеуральск    | город, административный центр | ↘8861     |